# Pietro Maletti
Pietro Maletti (Castiglione delle Stiviere, 24 maggio 1880 – Sidi Barrani, 9 dicembre 1940) è stato un generale italiano.

## Biografia
Nel 1898 entrò volontario nell'esercito e nel 1904 venne ammesso all'Accademia militare di Modena, uscendone sottotenente nel 1906. Nel 1909 venne promosso tenente e nel 1914 capitano. Coniugato con la signorina Carla Boniforti, ebbe tre figli. Partecipò alla prima guerra mondiale conquistandosi il grado di maggiore nel 1917. Nell'agosto del 1917 venne inviato in Libia dove rimase con brevissime interruzioni fino al 1934. Nel 1921 nacque suo figlio Gianadelio, che diverrà generale ed agente segreto. Nel 1926 ottenne la promozione a tenente colonnello e nel novembre dello stesso anno venne rimpatriato salvo ripartire nel luglio del 1927 alla volta della Cirenaica, dove nel gennaio 1931 prese parte alla conquista dell'oasi sahariana di Cufra. Nello stesso anno conseguì la promozione a colonnello per meriti di guerra.
Rientrò in Italia nel maggio 1934 ma nel gennaio del 1935 fu trasferito in Somalia e dove assunse il comando del 1º raggruppamento arabo somalo, comando che tenne per tutta la campagna e che gli valse la promozione a generale di brigata per meriti di guerra. Dopo il conflitto Maletti rimase in Africa e nel febbraio 1937 è agli ordini del viceré Rodolfo Graziani il quale il 19 febbraio 1937 subisce un attentato durante una cerimonia.
Dall'aprile del 1937 sostituì il generale Ruggero Tracchia al comando della 2ª brigata indigeni dell'Eritrea, e nel maggio 1937, senza attendere l'esito delle inchieste, Graziani dà l'ordine di massacrare tutto il clero del monastero etiope di Debre Libanõs: il generale Pietro Maletti esegue l'ordine e fa togliere la vita a circa duemila persone, la metà delle quali erano preti, monaci e diaconi. Nel giugno del 1938 ottenne la promozione al grado di generale di divisione per meriti eccezionali.
Rimpatriò nel 1939 e fu destinato al comando della 28ª Divisione fanteria "Aosta", a Palermo, ma il 9 giugno del 1940 fece ritorno in Africa, in Libia, dove prese il comando di uno speciale raggruppamento libico che prese il suo nome. Morì nel campo trincerato di Alam el Nibewa, avamposto di Sidi Barrani, il 9 dicembre 1940 durante l'operazione Compass. Gli sono state dedicata vie nei comuni di Mantova, di Cocquio-Trevisago (paese del quale fu sindaco, negli anni settanta, sua figlia Ginevra) e nella natia Castiglione delle Stiviere. In quest'ultimo comune la dedica è stata tolta per "inopportunità" nel febbraio 2017. Stessa cosa a Mantova, nell'aprile 2018, e a Cocquio-Trevisago, nel febbraio 2020.

### Onorificenze
Durante la sua lunga carriera gli furono conferite tre medaglie d'argento al valor militare (in Tripolitania nel 1917, in Cirenaica nel 1928 e in Africa orientale nel 1938), due medaglie di bronzo (sul fronte italiano nel 1916 e in Tripolitania nel 1919), una croce di guerra al valor militare (in Tripolitania nel 1917) e il cavalierato dell'Ordine Militare d'Italia (in Africa Orientale nel 1936). Ebbe anche due promozioni per meriti di guerra: a colonnello nel 1931 e a generale di brigata nel 1936. Per il suo comportamento nella difesa del campo trincerato gli fu conferita la medaglia d'oro al valor militare alla memoria.